# Annie Vivanti
Anna Emilia Vivanti, detta Annie (Norwood, 7 aprile 1866 – Torino, 20 febbraio 1942), è stata una scrittrice e poetessa italiana che visse ed operò all'interno di varie culture; fu scrittrice eccentrica, personaggio dagli interessi multiformi, protagonista della vita intellettuale e mondana di molti paesi.

## Biografia
Figlia di Anselmo Vivanti, patriota mantovano di antico ceppo ebraico, e di Anna Lindau (scrittrice tedesca, sorella dei celebri letterati Paul e Rudolph, d'importante casata tedesca), Annie Vivanti nacque il 7 aprile 1866 nel sobborgo londinese di Norwood, dove il padre, seguace degli ideali mazziniani, aveva trovato rifugio politico in seguito ai moti di Mantova del 1851.
Cresciuta fra l'Italia, l'Inghilterra, la Svizzera e gli Stati Uniti, dopo aver vissuto esperienze stravaganti come artista di teatro la Vivanti esordì nel mondo letterario con la raccolta poetica Lirica (Milano, Treves 1890), pubblicata in Italia con la prefazione di Giosuè Carducci, che le dette subito un vasto successo di pubblico e legò il suo nome a quello del grande poeta italiano per il quale Annie nutrì un intenso sentimento che durò fino alla morte di lui. Nel 1891 pubblicò il primo romanzo, Marion artista di caffè concerto (Milano, Galli) ma dopo il matrimonio con l'irlandese John Chartres - celebrato in Inghilterra nel 1892 -  la Vivanti trascorse quasi venti anni fra l'Inghilterra e gli U.S.A., scrivendo soltanto in inglese racconti (Perfect, 1896; En Passant, 1897; Houp-là, 1897; A fad, 1899), romanzi (The Hunt for Happiness, 1896; Winning him back, 1904) e opere teatrali (That man, 1898; The ruby ring, 1900). In Italia sembrò aver lasciato la letteratura, con l'unica eccezione del dramma La rosa azzurra, rappresentato in teatro fra il 1898 e il 1899, l'unico clamoroso insuccesso della sua fortunata carriera, mai pubblicato.
Un nuovo capitolo della sua vita si aprì dopo il 1900, anche a seguito di un difficile periodo vissuto a cavallo fra i due secoli, quando la figlia Vivien - nata nel 1893 - cominciò ad affermarsi come enfant prodige del violino e in breve divenne una acclamata celebrità internazionale. Dall'esperienza del successo di Vivien, Annie trasse motivo per un suo rilancio in letteratura, prima col racconto The true story of a Wunderkind (1905) e poi con l'opera sua più celebre, The devourers, scritta e pubblicata in Inghilterra nel 1910 e poi riscritta in italiano col titolo I divoratori (1911) con cui, dopo vent'anni, tornò a dominare il mercato editoriale italiano. Da questo momento in poi, fino alla fine degli anni trenta, Annie Vivanti conobbe un successo ininterrotto con romanzi come Circe (1912), Vae victis! (1917), Naja tripudians (1920), Mea culpa (1927); raccolte di novelle (Zingaresca, 1918; Gioia, 1921; Perdonate Eglantina, 1926); drammi (L'Invasore, 1915; Le bocche inutili, 1918); opere per l'infanzia (Sua altezza, 1924; Il viaggio incantato, 1933); réportages di viaggio (Terra di Cleopatra, 1925). Le sue opere furono accompagnate sempre da un notevole successo internazionale di pubblico e di critica, furono tradotte in tutte le lingue europee e recensite da grandi nomi della cultura quali Benedetto Croce (che le dedicò due saggi critici nel I e nel VI volume della Letteratura della nuova Italia) e Giuseppe Antonio Borgese in Italia, George Brandes, Jaroslav Vrchlický, Rado Antal e Paul Heyse in Europa.
Durante la prima guerra mondiale, la Vivanti si impegnò a difendere la causa italiana sulle colonne dei principali giornali inglesi e nell'immediato dopoguerra abbracciò la causa delle nazionalità oppresse principalmente in chiave antibritannica, avvicinandosi sempre di più a Mussolini e al nascente fascismo. Contemporaneamente sostenne col marito - attivista del movimento Sinn Féin - la causa dell'indipendenza irlandese, impegnandosi su varie testate giornalistiche europee e facendo da assistente alla delegazione irlandese a Versailles nel 1919, dove strinse un rapporto d'amicizia personale anche con Zagloul Pascià d'Egitto.
Stabilitasi da anni definitivamente in Italia, accompagnata sempre dal fedele segretario Luigi Marescalchi, Annie Vivanti era una celebrata ed ormai anziana scrittrice quando la svolta anglofoba del regime fascista la colpì, nel 1941, con un provvedimento di domicilio coatto ad Arezzo, in quanto cittadina britannica. Presto liberata per diretta intercessione di Mussolini, poté tornare a Torino, dove risiedeva e dove poteva contare sulla fedele amicizia di Barbara Allason ma l'aggravarsi delle sue condizioni fisiche e la notizia della morte di sua figlia Vivien, suicidatasi a Hove nell'autunno 1941, fecero precipitare la situazione ed ella morì, il 20 febbraio 1942, si disse dopo essersi convertita al cattolicesimo.
È sepolta al Cimitero monumentale di Torino, e sulla sua semplice tomba sono scritti i primi versi della più celebre fra le poesie che Carducci le aveva dedicato:
Il Comune di Torino le ha intitolato una via, in zona Mirafiori Sud; lo stesso ha fatto il Comune di Roma, in zona Ottavia.

## Poetica

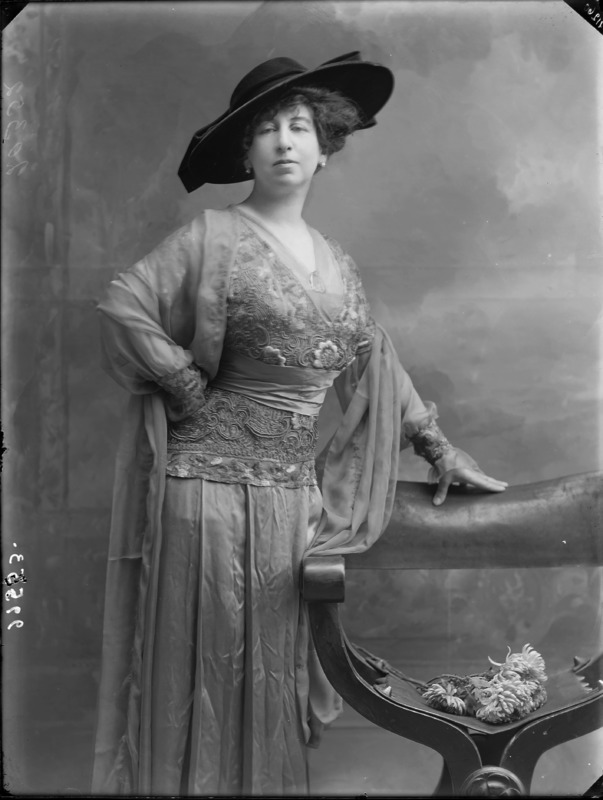
Annie Vivanti fotografata da Mario Nunes Vais

L'incontro fra culture, lingue, nazionalità e religioni diverse costituisce l'eccezionalità dell'esperienza di vita e di letteratura di Annie Vivanti, unica nel contesto italiano. Nata e cresciuta a diretto contatto con la realtà inglese, italiana, tedesca ed americana, Annie assimilò e fuse quelle diverse componenti culturali e spirituali, filtrandole attraverso la lente di un sentimentalismo tutto latino ma anche di un pragmatismo puramente anglosassone che in lei si sono esaltati e riassunti.
Il marito John Chartres, uomo d'affari e giornalista, ma anche attivista sinnfeiner per l'indipendenza irlandese, aggiunse una componente di passione politica nella vita di Annie - che già aveva ricevuto l'impronta dell'esempio paterno - che la condusse, negli anni della maturità, a prendere parte attiva alle vicende politiche irlandesi ed italiane, in chiave irredentistica, contro lo status quo imposto dalle grandi Nazioni, principalmente dall'Inghilterra. La conversione al cattolicesimo compiuta a pochi giorni dalla morte, nel 1942, rappresenta l'anello conclusivo di un percorso eterogeneo e affascinante attraverso tutte le forme della spiritualità umana, un traguardo cui la Vivanti giunse alla fine di un complesso itinerario spirituale ed esistenziale.
Grande viaggiatrice, inserita appieno nei contesti in cui visse, ordinatrice della propria realtà, Annie Vivanti nutrì sempre un sentimento contraddittorio verso l'Inghilterra - paese in cui nacque e di cui restò sempre cittadina - sentiva congeniale la vita e la mentalità americana, ma elesse l'Italia come sua patria. Però ogni attribuzione di carattere nazionale è riduttiva per il suo temperamento apolide e poliedrico: Annie Vivanti in Italia, Annie Vivanti Chartres in Europa, Anita Vivanti Chartres - o solo Anita Chartres - negli Stati Uniti, le diverse immagini che ella offrì di sé ai suoi tanti pubblici simboleggiano appieno la sua mutevolezza volage, che si sostanzia nell'unica dimensione spazio-temporale che le è congeniale, il "qui e ora", un continuo presente senza radici, senza proiezioni né prospettive, un perpetuo ed aereo movimento che conferisce alla sua opera un senso di freschezza e di spontanea immediatezza, permettendole di porgere al lettore una serie di impressioni palpitanti ed emotivamente coinvolgenti che trovano nelle novelle e nei racconti i risultati più felici. Annie Vivanti non appartiene a un solo genere letterario né si accosta ad un preciso movimento culturale, stante anche la sua internazionalità e la formazione disordinata. Certamente forti sono gli echi della poesia di Heine, così come - per il contesto italiano - le suggestioni tardoromantiche dell'ultimo periodo della Scapigliatura, particolarmente presenti in Lirica e in Marion artista di caffè concerto, e senza dubbio l'incontro e la frequentazione di Carducci la tennero lontana sia dall'imperante influenza dannunziana, alimentando nei suoi versi il piglio volitivo, sia dai temi e stili che interessavano la scrittura femminile dei suoi tempi.
Conclusa presto l'esperienza della poesia, la Vivanti trovò la strada del maggior successo nel romanzo e nella novella, elaborando ed inaugurando, con tecnica sicura, un genere di best seller accattivante, scritto con stile rapido e suggestivo, alla cui riuscita concorse un continuo rimando a spunti autobiografici, sempre presenti ma dosati e amalgamati al contesto narrativo al punto che il lettore non sa quasi mai riconoscere il confine in cui la realtà sfuma nella finzione: è il caso di Marion artista di caffè concerto (in cui personaggi e ambienti riconducono al periodo giovanile delle esperienze teatrali di Annie) e soprattutto de I divoratori, saga familiare il cui tema di fondo è la predestinazione del Genio (prima una piccola poetessa, poi un enfant prodige della musica) a "divorare" inevitabilmente chi più gli sta vicino e lo ama. O ancora il più complesso caso di Circe, romanzo-confessione di Maria Tarnowska (protagonista di un celebre fatto di sangue in Italia nel 1907), in cui l'autrice stessa è interlocutrice della protagonista, e non manca di lasciar intendere che soltanto il destino ha potuto condurre a sorti diverse due donne dalle esperienze di vita solo apparentemente dissimili.
In età matura, l'esperienza della guerra e l'impegno politico si innestano sulle trame già consolidate nei drammi L'Invasore (che affronta il tragico tema degli stupri delle fanciulle belghe durante l'occupazione tedesca, motivo che sarà anche alla base del romanzo Vae victis!) e Le bocche inutili (sul dramma morale di un soldato fra la scelta patriottica e affettiva), oppure dietro uno stile ironico e leggero si nasconde - in Naja tripudians - la denuncia contro la società corrotta del primo dopoguerra che invischia nelle sue spire perverse le persone più ingenue e meno preparate culturalmente. Negli anni venti, sempre più presa dal sostegno alle nazionalità oppresse, in Mea culpa Annie Vivanti espresse un atto d'accusa vero e proprio contro il colonialismo inglese in Egitto e un'appassionata difesa delle rivendicazioni nazionalistiche che erano già state esaltate in Terra di Cleopatra, più che romanzo vero e proprio réportage dall'Egitto in lotta contro il dominio inglese.
Temi più leggeri, talora anche scherzosi, uno stile altrettanto brillante e ironico, potremmo dire davvero britannico, connotano le raccolte di novelle, apparse sui maggiori quotidiani italiani prima di essere riunite in volume, ed è degna di nota particolare anche la sua produzione per l'infanzia a testimoniare un percorso artistico veramente completo.

## Opere

### Opere in italiano
- Lirica, Milano, Treves 1890
- Marion artista di caffè-concerto, Milano, Chiesa 1891
- I divoratori, Milano, Treves 1911
- Circe, Milano, Quintieri 1912
- L'Invasore, Milano, Quintieri 1915
- Vae victis!, Milano, Quintieri 1917
- Zingaresca, Milano, Quintieri 1918
- Le bocche inutili, Milano, Quintieri 1918
- Naja tripudians, Firenze, Bemporad 1920
- Gioia, Firenze, Bemporad 1921
- Marion, Firenze, Bemporad 1921
- ... Sorella di Messalina, Torino, Letteraria 1922
- Sua altezza (Favola candida), Firenze, Bemporad 1923
- Terra di Cleopatra, Milano, Mondadori 1925
- Perdonate Eglantina, Milano, Mondadori 1926
- Mea culpa, Milano, Mondadori 1927
- Fosca, sorella di Messalina, Milano, Mondadori 1931
- Salvate le nostre anime, Milano, Mondadori 1932
- Il viaggio incantato, Milano, Mondadori 1933

### Opere in inglese
- The Hunt for Happiness, London, W. Heinemann, 1896.
- Perfect, in «Cosmopolitan», n. 22, dicembre 1896, pp. 185–200.
- En passant, in «The Idler», vol. 11, febbraio-luglio 1897, pp. 234–241.
- Houp-là!, in «Mousey's Magazine» n. 18, ottobre 1897, pp. 25–32.
- A Fad, in «Leslie's Weekly», Feb. 9, 1899, pp. 105–106; Feb. 16, 1899, pp. 125–126; Feb. 23, 1899, pp. 145–146.
- The Hunt for Happiness, (Bein an Except from Tales from Town Topics, n. 20), New York, Town Topics Publishing Company, 1900.
- The ruby ring, San Antonio, Maverick-Clarke litho, 1900.
- Winning him back, New York–London, The smart set publishing co., 1904.
- The story of a Wunderkind as told by her mother, Annie Vivanti, in «The saturday evening post», 3 giugno 1905, pp. 13–14.
- The True Story of a Wunderkind told by its mother Annie Vivanti, in Pall Mall Magazine, vol. 35, Jan/June1905, pp. 55–59.
- The Devourers, London, William Heinemann, 1910.
- The Devourers, New York-London, G. P. Putnam's sons 1910.
- Marie Tarnowska, London, Heinemann, 1915.
- Marie Tarnowska; with an introductory letter by L.M. Bossi of the University of Genoa. Published: New York, The Century CO, 1915.
- The Outrage, New York, A. A. Knopf, 1918.
- Vae victis!, London, Edward Arnold, 1917.

### Versi per musica

Viole bianche

- Baci mortali, versi di A. Vivanti, musica di Francesco Paolo Frontini - Venturini - 1904
- Viole bianche, versi di A. Vivanti, musica di F. P. Frontini, fu pubblicata dalla Società Musicale Napoletana nel 1898 e poi ripresa dall'Editore Forlivesi di Firenze.

### Nuove edizioni
- G. Carducci, A. Vivanti, Addio caro Orco. Lettere e ricordi, a cura di Anna Folli, Milano, Feltrinelli 2004.
- Racconti Americani, a cura di Carlo Caporossi con una nota di Anna Folli, Palermo, Sellerio 2005
- Marion artista di caffè-concerto, a cura di Carlo Caporossi con una nota di Anna Folli, Palermo, Sellerio 2006.
- Tutte le poesie. Edizione critica con antologia di testi tradotti, a cura di Carlo Caporossi, Firenze, Olschki 2006.
- I divoratori, a cura di Carlo Caporossi con uno scritto di Georg Brandes, Palermo, Sellerio 2008.
- Circe. Il romanzo di Maria Tarnowska, a cura di Carlo Caporossi, Milano, Otto-Novecento 2012.
- Naja tripudians, a cura di Riccardo Reim, Milano, Otto-Novecento 2014
- Sua Altezza! (Favola candida), a cura di Marco Bisanti, Roma, Ensemble, 2014.